# Тейлор, Нил
Нил Джон Те́йлор (англ. Neil John Taylor; 7 февраля 1989, Сент-Асаф) — валлийский футболист, левый защитник. Выступал за национальную сборную Уэльса.

## Клубная карьера
Начал карьеру в молодёжной академии «Манчестер Сити», но покинул клуб в возрасте 15 лет и перешёл в «Рексем», где выступал за молодёжный состав. В июле 2007 года подписал свой первый профессиональный контракт. В сезоне 2007/08 дебютировал за основной состав «Рексема» и сразу же пробился в основной состав, сыграв в свой первый сезон 27 официальных матчей. В марте 2008 года продлил свой контракт с клубом до 2010 года.
После окончания сезона 2009/10 Тейлор перешёл в клуб «Суонси Сити» на правах свободного агента. «Суонси» заплатил «Рексему» компенсацию в размере 150 тыс. фунтов. Вскоре Тейлор дебютировал за новый клуб в матче против «Норвич Сити». 12 мая 2011 года, в матче полуфинала плей-офф Чемпионата Футбольной лиги против «Ноттингем Форест» Тейлор был удалён уже на 2-й минуте матча за грубый фол против игрока «Форрест». Матч завершился со счётом 0:0.
Летом 2011 года «Суонси» отклонил предложение «Ньюкасла» о трансфере игрока за £1 млн. Вместо этого, клуб предложил Тейлору новый контракт. В своём первом сезоне в Премьер-лиге Тейлор сыграл 36 матчей и помог своему клубу занять 11-е место.
14 декабря 2012 подписал с "Суонси" новый трёхлетний контракт.
В июне 2015 подписал новый четырёхлетний контракт с "Суонси".
31 января 2017 за 5 миллионов фунтов стерлингов перешёл в "Астон Виллу".
После ухода из «Астон Виллы», 18 ноября 2021 года на правах свободного агента перешёл в клуб Чемпионшипа «Мидлсбро». Дебютировал 18 декабря в домашней встрече против «Борнмута», выйдя в стартовом составе.

## Выступления за сборную
Тейлор дебютировал за первую сборную Уэльса 23 мая 2010 года в матче против сборной Хорватии.
Стюарт Пирс вызвал Тейлора для участия в Олимпийских играх в Лондоне в составе сборной Великобритании.

## Личная жизнь
Тейлор имеет индийские корни: его мать родом из Калькутты.

## Достижения
- Победитель плей-офф Чемпионшипа (2): 2010/11;  2018/19
- Обладатель Кубка Футбольной лиги: 2012/13